# Александрија (Индијана)
Александрија (енгл. Alexandria) град је у америчкој савезној држави Индијана.

## Демографија
По попису из 2010. године број становника је 5.145, што је 1.115 (-17,8%) становника мање него 2000. године.
| Група             | 2000.         | 2010.         |
| Белци             | 6.108 (97,6%) | 4.963 (96,5%) |
| Афроамериканци    | 29 (0,5%)     | 18 (0,3%)     |
| Азијати           | 7 (0,1%)      | 12 (0,2%)     |
| Хиспаноамериканци | 62 (1,0%)     | 89 (1,7%)     |
| Укупно            | 6.260         | 5.145         |